# Powiat Limanowski
Der Powiat Limanowski ist ein Powiat (Kreis) in der polnischen Woiwodschaft Kleinpolen. Er liegt in zentraler Lage der Woiwodschaft und wird von den Powiaten Bochnia, Brzesko, Nowy Sącz, Nowy Targ und Myślenice umschlossen.

## Gemeinden
Der Powiat umfasst zwölf Gemeinden, die in Stadtgemeinden (gmina miejska) und Landgemeinden (gminy wiejskie) unterschieden werden:

### Stadtgemeinden
- Limanowa
- Mszana Dolna

### Landgemeinden

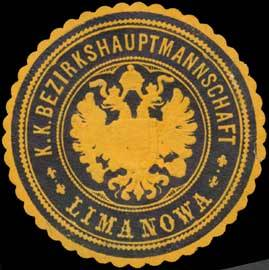
Bezirkshauptmannschaft Limanowa - Siegelmarke

- Dobra
- Jodłownik
- Kamienica
- Laskowa
- Limanowa
- Łukowica
- Mszana Dolna
- Niedźwiedź
- Słopnice
- Tymbark.

## Geschichte
Der Powiat wurde 1920 gebildet. Vorher bestand die K.k. Bezirkshauptmannschaft Limanowa.